# I liga polska w piłce nożnej (1957)
I liga w piłce nożnej 1957 – 23. edycja najwyższych w hierarchii rozgrywek ligowych polskiej klubowej piłki nożnej.
Tytułu broniła Legia Warszawa. Mistrzostwo zdobył Górnik Zabrze.
| Poziomy rozgrywkowe w sezonie 1957 | Poziomy rozgrywkowe w sezonie 1957 | Poziomy rozgrywkowe w sezonie 1957 |
| Rozgrywki                          | P                                  | Nazwa                              |
| ---------------------------------- | ---------------------------------- | ---------------------------------- |
| Centralne                          | I                                  | I Liga                             |
| Centralne                          | II                                 | II Liga (2 grupy)                  |
| Makroregionalne                    | III                                | III Liga (15 grup)                 |
| Okręgowe (18 okręgów)              | IV                                 | A klasa                            |
| Okręgowe (18 okręgów)              | V                                  | B klasa                            |
| Okręgowe (18 okręgów)              | VI                                 | C klasa                            |

## Tabela
| Msc. | Nazwa klubu       | M  | Zw.-Rem.-Por. | Pkt. | Bramki |
| 1    | Górnik Zabrze     | 22 | 15-3-4        | 33   | 58:24  |
| 2    | Gwardia Warszawa  | 22 | 15-2-5        | 32   | 53:26  |
| 3    | ŁKS Łódź          | 22 | 12-5-5        | 29   | 53:28  |
| 4    | Legia Warszawa    | 22 | 11-4-7        | 26   | 62:33  |
| 5    | Lechia Gdańsk     | 22 | 8-6-8         | 22   | 25:29  |
| 6    | Polonia Bytom (b) | 22 | 7-7-8         | 21   | 30:31  |
| 7    | Stal Sosnowiec    | 22 | 5-10-7        | 20   | 28:45  |
| 8    | Ruch Chorzów      | 22 | 7-5-10        | 19   | 35:46  |
| 9    | Wisła Kraków      | 22 | 6-6-10        | 18   | 35:44  |
| 10   | Budowlani Opole   | 22 | 8-2-12        | 18   | 27:48  |
| 11   | Górnik Radlin (b) | 22 | 4-6-12        | 14   | 23:54  |
| 12   | Lech Poznań       | 22 | 5-2-15        | 12   | 25:46  |

Legenda:
|     | Mistrz Polski     |
|     | Spadek do II ligi |
| (b) | Beniaminek        |

Zmiany nazw:
3) ŁKS-Włókniarz powrócił do nazwy ŁKS (przed sezonem?).
4) CWKS Warszawa powrócił do nazwy "Legia„ (2 lipca 1957).
12) Kolejarz Poznań zmienił nazwę na “Lech„ (16 stycznia 1957).

## Najlepsi Strzelcy
| Gole | Strzelcy          | Drużyny        |
| ---- | ----------------- | -------------- |
| 19   | Lucjan Brychczy   | Legia Warszawa |
| 17   | Henryk Kempny     | Legia Warszawa |
| 17   | Władysław Soporek | ŁKS Łódź       |

Wg 

## Klasyfikacja medalowa mistrzostw Polski po sezonie
Tabela obejmuje wyłącznie zespoły mistrzowskie.
|     | Klub             |   |   |   |
| --- | ---------------- | - | - | - |
| 1.  | Ruch Chorzów     | 8 | 2 | 4 |
| 2.  | Cracovia         | 5 | 2 | 2 |
| 3.  | Wisła Kraków     | 4 | 7 | 6 |
| 4.  | Pogoń Lwów       | 4 | 3 | 0 |
| 5.  | Warta Poznań     | 2 | 5 | 7 |
| 6.  | Legia Warszawa   | 2 | 0 | 3 |
| 7.  | Polonia Warszawa | 1 | 2 | 2 |
| 8.  | Garbarnia Kraków | 1 | 1 | 0 |
| 8.  | Polonia Bytom    | 1 | 1 | 0 |
| 10. | Górnik Zabrze    | 1 | 0 | 0 |